# Ronal
A Ronal AG é um fabricante de jantes para automóveis ligeiros e veículos utilitários com sede em Härkingen, na Suíça. Contando com mais de 8000 colaboradores, a empresa produz jantes fundidas e forjadas. A empresa está presente no mercado de equipamentos de origem e também no de acessórios para automóveis ligeiros e veículos utilitários.
A Ronal AG possui trzynaście unidades de produção de jantes e duas fábricas onde produz ferramentas, marcando presença em dez países com pontos de vendas próprios. A empresa fabrica anualmente cerca de 21 milhões de jantes para a indústria automóvel e as marcas próprias Ronal, Speedline Corse e Speedline Truck.[carece de fontes?]
Além disso, a Ronal AG integra também a SanSwiss GmbH, um fabricante de produtos para instalações sanitárias (entre outras, cabinas de duche), com sede em Forst, Baden na Alemanha.

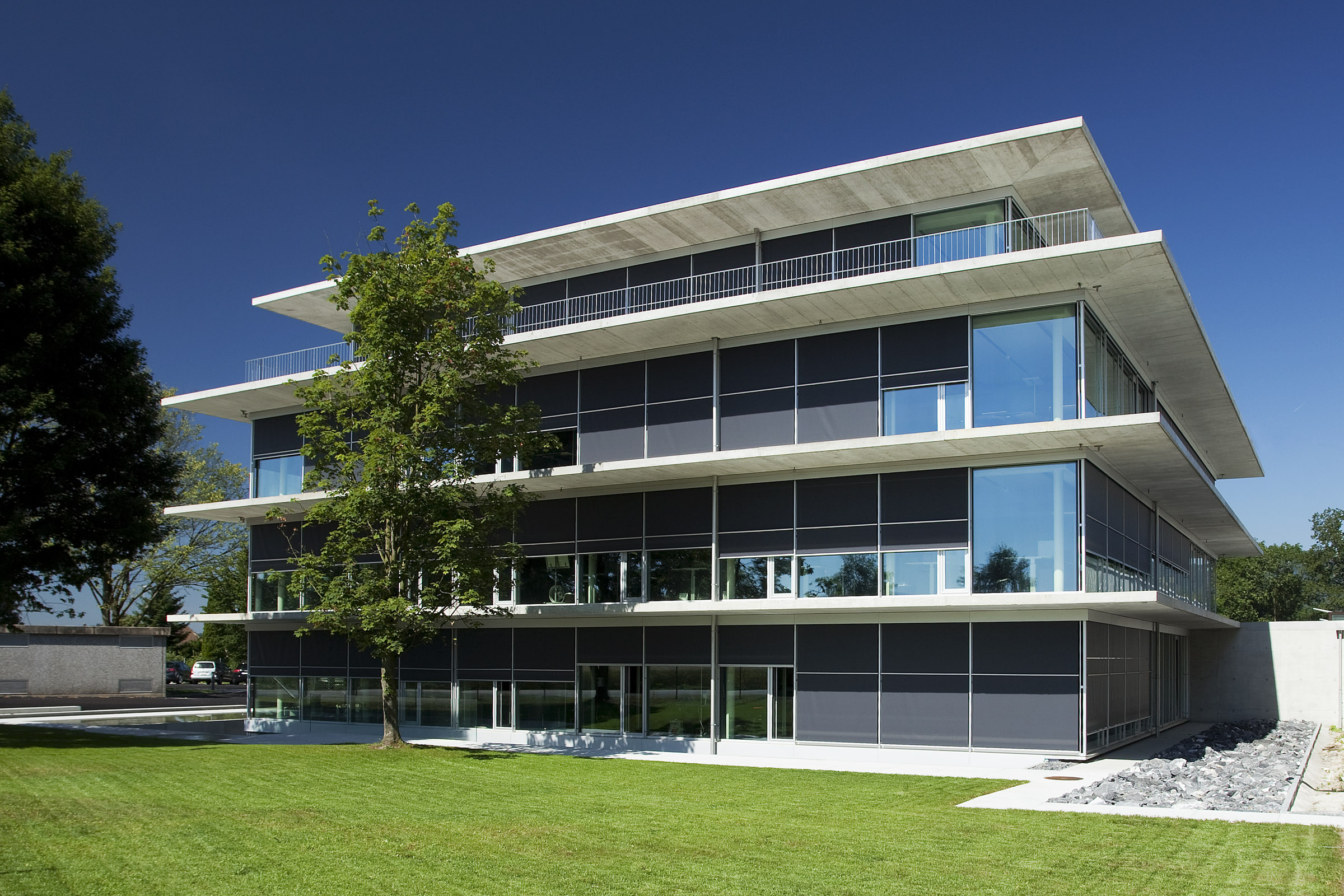
A sede da Ronal AG em Härkingen.

## História
Em 1969, Karl Wirth fundou a Ronal na Alemanha. O empresário e corredor de Fórmula V deu-se conta da necessidade de jantes em alumínio. Desta forma, Wirth tornou-se um dos pioneiros no mercado mundial das jantes de liga leve. A primeira fábrica abriu as suas portas em 1978 na França. Em 2007, a Ronal AG adquiriu o fabricante de jantes italiano Speedline, que cobre o segmento dos veículos utilitários e camiões, reboques e autocarros. Desta forma, o Grupo estendeu a sua atividade ao domínio da competição automóvel e da Fórmula 1, assim como à tecnologia Flowforming, de peso otimizado. Com a participação maioritária na Fullchamp em Taiwan, em 2012 a Ronal ampliou a sua oferta em jantes forjadas. Em 2013, juntamente com a empresa australiana Carbon Revolution, a Ronal AG lançou no mercado europeu de acessórios a primeira jante Carbon de uma só peça.

## Áreas de negócio
- OEM : Equipamento original para automóveis ligeiros, fornecedor de fabricantes de automóveis em todo o mundo
- automóvel ligeiro: Mercado de acessórios com as marcas Ronal e Speedline Corse, bem como a marca Carbon Revolution
- veículo utilitário: Equipamento original e aftermarket para camiões, autocarros e reboques com a marca Speedline Truck

## Tecnologia
A Ronal AG desenvolve e produz as suas próprias ferramentas de produção. Estas provêm de Cantanhede, em Portugal e de Härkingen, na Suíça, onde se encontra a sede da empresa e também o seu centro de investigação e desenvolvimento próprio.